# Carl Schurz English
Carl Schurz English (22 de octubre de 1904-10 de agosto de 1976) fue un paisajista, horticultor y botánico estadounidense. Contrajo matrimonio con la zoóloga Edith Hardin. Fue el curador de los jardines, y director de los jardines, trabajando para el Cuerpo de Ingenieros del Ejército. También tenían un vivero, al norte de su casa, donde introducían especies, especialmente de Asia.

## Algunas publicaciones
- 1959. Carl S. English, Jr. (Firm) materials
- 1982. Plant listing for Carl S. English, Jr., Gardens at the Hiram M. Chittenden Locks, Lake Washington Ship Canal, Seattle, Washington

### Libros
- Hitchcock, CL; JW Thompson, AJ Cronquist ilustrador. 2001. Vascular Cryptogams, Gymnosperms, and Monocotyledons, Vol. 1. 925 pp.
- Hitchcock, CL; AJ Cronquist. 1973. Flora of the Pacific Northwest. University of Washington Press, 730 pp. ISBN 0-295-95273-3
- ----. 1963.  Saxifragaceae to Ericaceae. Vascular Plants of the Pacific Northwest, Part 3. Ed. University of Washington Press; 6ª reimpresión 1994. 614 pp. ISBN 0-295-73985-1
- ----. 1945.  The South American species of Lepidium. 134 pp.
- Hitchcock, Charles Leo. 1932. A Monographic Study of the Genus Lycium of the Western Hemisphere. Ann. of the Missouri Bot. Garden 19(2/3): 179-348 + 350-366. doi 10.2307/2394155 (imagen de la 1ª p.) (fue su tesis de Ph.D., de la Washington University, St. Louis, 1931. "Reimpreso de Ann. of the Missouri botanical garden, abril-septiembre 1932, vol. xix Nº 2 & 3."

## Reconocimientos
- Su creación del jardín botánico junto a unas esclusas que unen Puget Sound con los lagos de la Unión, en Washington, en el año 1931, fue renombrado en su honor Carl S. English, Jr., Botanical Gardens.